# Melanocetus
Famille
Genre
Les baudroies des abysses, dragons des abysses ou Melanocetidés (Melanocetidae) forment une famille de poissons vivant dans les abysses, et ne comportant qu'un seul genre connu. Ils appartiennent à l'ordre des Lophiiformes.

## Description et caractéristiques

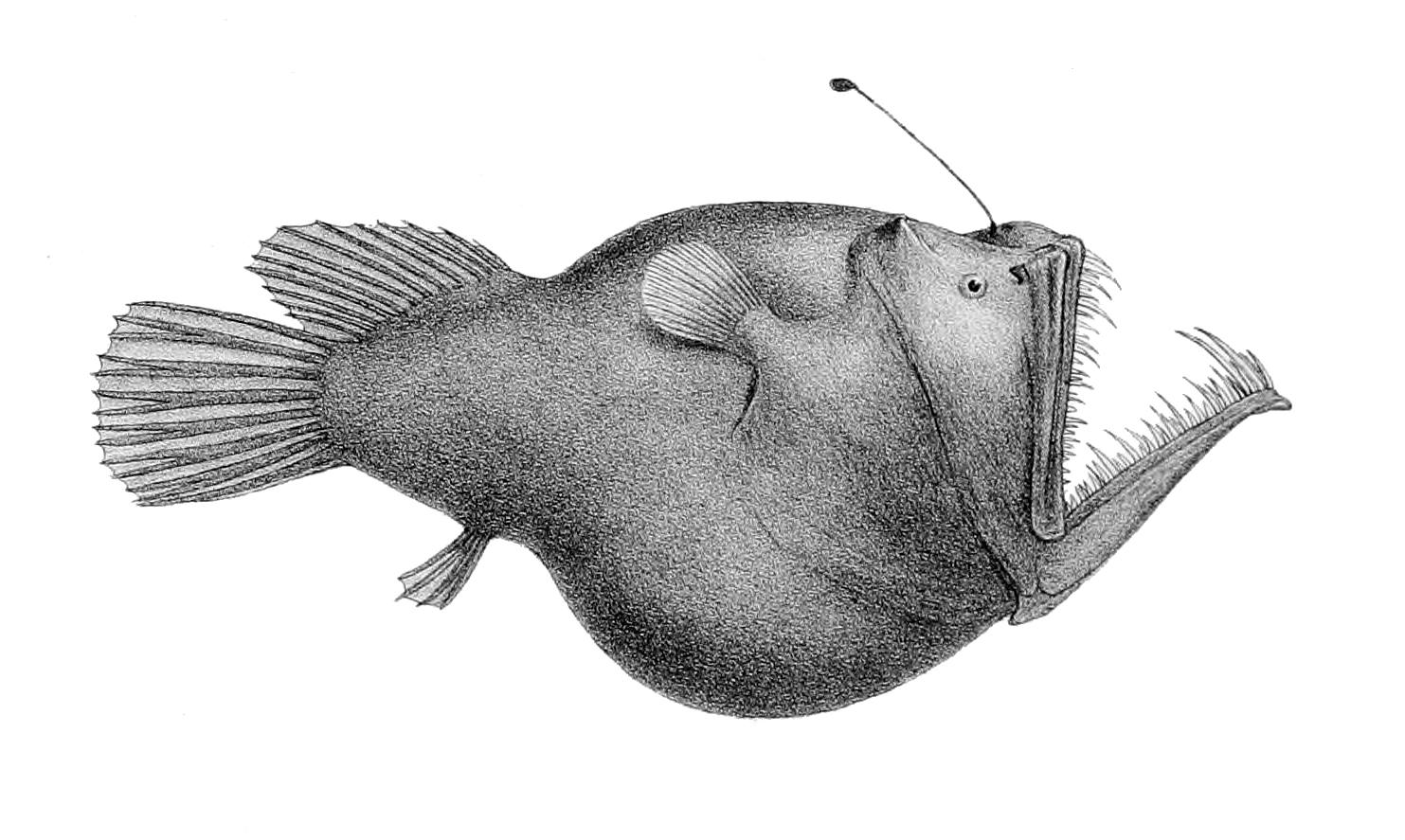
Melanocetus murrayi

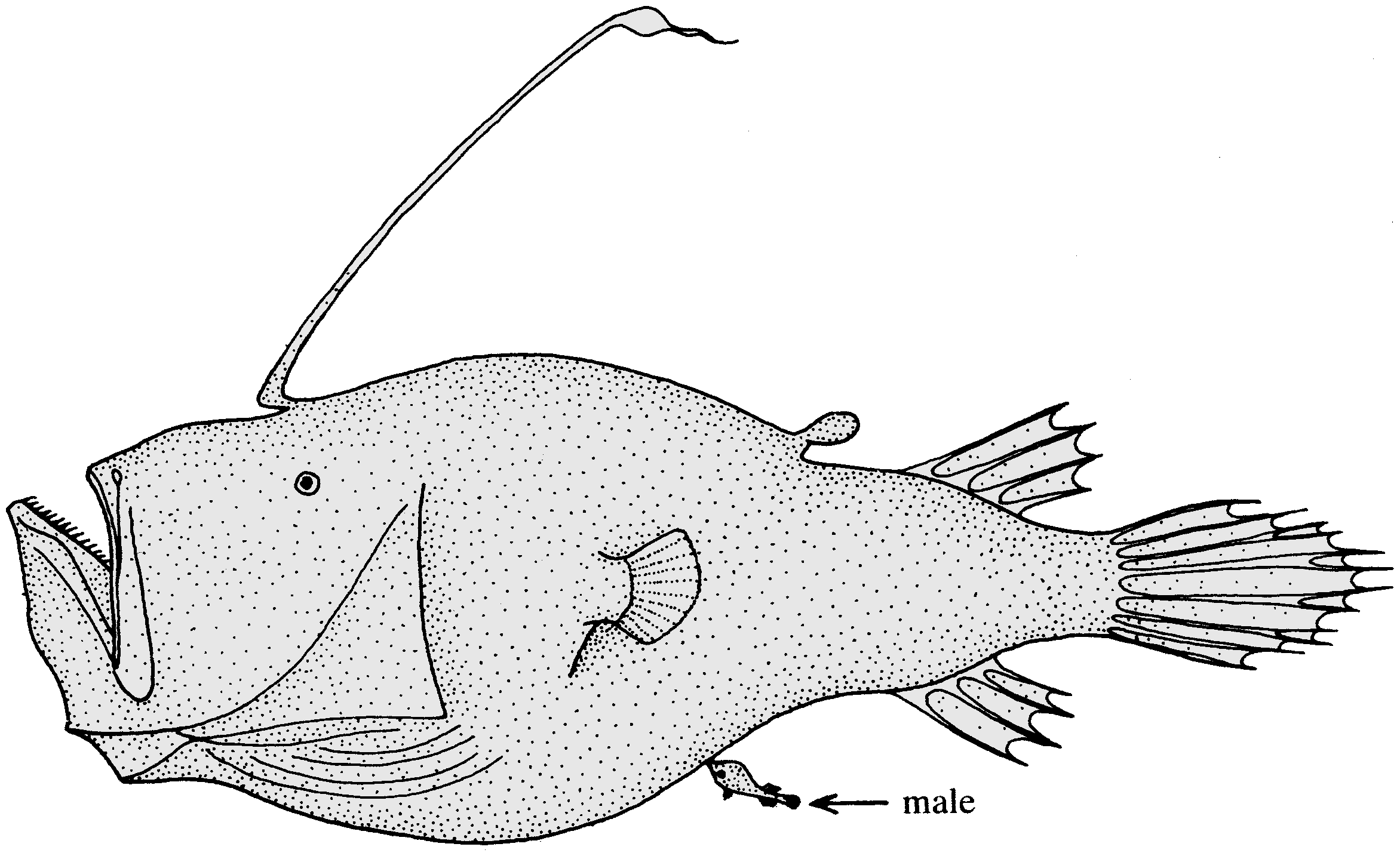
Mâle comparé à la femelle.

Les mâchoires volumineuses de la baudroie abyssale rappellent celles des plantes carnivores.
Cependant, des différences importantes existent entre le mâle et la femelle. En effet, seule la femelle possède un organe lumineux au dessus de sa mâchoire. Celle-ci forme comme une petite lanterne au-dessus de sa tête. Elle possède également des dents extrêmement longues, capables de mâcher des poissons deux fois plus gros qu’elles.
Chez les baudroies des abysses, la femelle est en outre beaucoup plus grosse que le mâle (une vingtaine de centimètres pour elle contre 3 environ pour le mâle) Cette espèce n’est pas parasitique.
La baudroie abyssale vit dans les océans Pacifique, Atlantique et Indien, à des profondeurs atteignant entre 1 et 3 kilomètres.

## Canne à pêche
Comme d'autres espèces de baudroie vivant dans les grand fond marin, la baudroie abyssale possède une nageoire dorsale similaire à une "canne à pêche" qui produit de la lumière grâce à la symbiose avec des bactéries. Ces bactéries issues de l'environnement produisent de la lumière par une réaction bioluminescente qui permet à la baudroie d'attirer ses proies en agitant sa canne à pêche lumineuse.

## Liste des genres et des espèces
Selon FishBase (30 avril 2010), World Register of Marine Species (30 avril 2010), ITIS (30 avril 2010) et NCBI (30 avril 2010) :
- genre Melanocetus Günther, 1864
  - Melanocetus eustalus Pietsch & Van Duzer, 1980
  - Melanocetus johnsonii Günther, 1864
  - Melanocetus murrayi Günther, 1887
  - Melanocetus niger Regan, 1925
  - Melanocetus rossi Balushkin & Fedorov, 1981

D'autres genres non valides sont notés par World Register of Marine Species (30 avril 2010) :
- genre Melanocoetus : son espèce unique Melanocoetus rotundatus Gilchrist, 1903 est un synonyme de Melanocetus johnsonii Günther, 1864 ;
- genre Rhynchoceratis : son espèce unique Rhynchoceratis latirhinus Parr, 1927 est un synonyme de Melanocetus murrayi Günther, 1887

### Dans la culture populaire
- Dans le film d'animation Le Monde de Némo, une baudroie des abysses apparaît et essaye de dévorer Marin et Dory.
- Le 4ème boss du jeu The Legend of Zelda: Link's Awakening est un poisson-pêcheur de la famille des baudroies.
- Dans le jeu Banjo-Tooie, le boss du monde de la Baie des Pirates, Lord Woo Fak Fak, est directement inspiré de cette espèce.
- Le 26 janvier 2025, le poisson a été capturé vivant sur photo pour la première fois, alors qu'il se trouvait à la surface de l'océan[9].